# Red Oak (Texas)
Red Oak es una ciudad ubicada en el condado de Ellis en el estado estadounidense de Texas. En el Censo de 2010 tenía una población de 10769 habitantes y una densidad poblacional de 277,77 personas por km².

## Geografía
Red Oak se encuentra ubicada en las coordenadas 32°30′29″N 96°46′37″O / 32.50806, -96.77694. Según la Oficina del Censo de los Estados Unidos, Red Oak tiene una superficie total de 38.77 km², de la cual 38.76 km² corresponden a tierra firme y (0.02%) 0.01 km² es agua.

## Demografía
Según el censo de 2010, había 10769 personas residiendo en Red Oak. La densidad de población era de 277,77 hab./km². De los 10769 habitantes, Red Oak estaba compuesto por el 71.72% blancos, el 16.92% eran afroamericanos, el 0.59% eran amerindios, el 0.49% eran asiáticos, el 0.07% eran isleños del Pacífico, el 7.71% eran de otras razas y el 2.52% pertenecían a dos o más razas. Del total de la población el 20.61% eran hispanos o latinos de cualquier raza.